# Wesly Felix
Wesly Felix (ur. 2 lutego lub 4 marca 1947 w Port-au-Prince, zm. 18 grudnia 2015 tamże) – haitański bokser, olimpijczyk.
Wystąpił na Letnich Igrzyskach Olimpijskich 1976 w wadze półśredniej. W 1/32 finału miał wolny los, zaś w 1/16 finału wygrał walkowerem z Vincentem Dabire z Górnej Wolty. W pojedynku 1/8 finału został znokautowany przez Amerykanina Clintona Jacksona.
W 1980 roku przeszedł na zawodowstwo. W latach 1980–1985 stoczył na terenie Haiti pięć zawodowych walk w wadze półśredniej – odniósł jedno zwycięstwo, dwie porażki i dwa remisy.
Był gitarzystą i wokalistą grupy Afro-Samba (nosił pseudonim Kid Ali). 